# Crédito y Caución
Crédito y Caución es una compañía de seguros de crédito con sede social en Madrid, España. En 2017 contaba con un 51 % de cuota de mercado en España en el ramo de los seguros de crédito. Junto con  Atradius, es una filial que consolida su actividad dentro del Grupo Catalana Occidente.

## Historia
Crédito y Caución fue fundada en 1929 para introducir en España del seguro de crédito, basado en la capacidad de estas aseguradoras para estimar el riesgo de impago de una empresa a la que otra le vende bienes o servicios a crédito. A partir de 1965 introdujo la tecnología en sus procesos para optimizar sus tiempos de respuesta y la exactitud de la valoración de riesgos. En el año 2000 es adquirido por el grupo Catalana Occidente.
Crédito y Caución es el operador de Atradius en España, Portugal y Brasil. Actúa como centro de experiencia a la hora de analizar y decidir sobre la suscripción del riesgo cuando una empresa asegurada por Atradius en cualquier país del mundo desea realizar una venta a una empresa de estos tres países.

## Seguros

### El seguro de crédito
El seguro de crédito es un sistema empleado por las empresas para gestionar su riesgo comercial. A la hora de establecer relaciones comerciales, las empresas aseguradas solicitan niveles de riesgo para vender a crédito a otras empresas. Los analistas de la aseguradora estudian los niveles de liquidez y solvencia del cliente potencial y dan respuesta a la petición, aceptándola, denegándola o fijando un límite inferior al solicitado. En caso de impago, las empresas aseguradas reciben una indemnización por las operaciones cubiertas y se activan los mecanismos de recobro, a través de una red de letrados. 

### El seguro de caución
El seguro de caución es un sistema empleado por las empresas para gestionar las obligaciones de terceros. Dentro de esta modalidad, Crédito y Caución está especializada en otorgar garantías para participar en concursos, licitaciones o cumplimiento de contratos. 